# Drouot
Drouot è una holding francese specializzata nelle vendite all'asta e nel mercato di opere di belle arti che ha la sua sede nell'hotel Drouot.

## Storia
Nel 1801 fu costituita la camera dei banditori d'asta di Parigi ch'era diretta da cinque membri eletti internamente.
Nel 2000, a seguito di una disposizione sullo statuto di banditore d'aste, la camera fu obbligata a divenire una società commerciale. Giunsero quindi diverse proposte per l'acquisto della casa d'aste da parte di Barclays, Pierre Bergé e del gruppo AXA ma senza successo e nel 2002 un gruppo di banditori d'asta formò una holding per riacquistare l'hotel e fondare quindi la società Drouot.